# Дискографија Шер
Америчка певачица Шер објавила двадесет и шест студијских албума, девет компилацијских албума, четири саундтрека и три албума уживо. Године 1964. потписала је уговор са издавачком кућом Imperial Records, која је у власништву Liberty Recordsa. Велики број албума певачице добио је признања широм света, а такође је остварила сарадње са великим бројем познатих музичара. Након успеха њеног првог сингла All I Really Want to Do, Шер и њен тадашњи супруг радили су на њеном првом студијском албуму.

### Студијски албуми
Први студијски албум All I Really Want to Do објављен је 16. октобра 1965. године за издавачку кућу Imperial, Liberty, на винил и цд формату. Албум се нашао на 16. месту америчке листе Билборд 200 и 7. месту листе у Великој Британији. После великог успеха албумског сингла I Got You Babe, Шер је одлучила да крене са радом на другом албуму. The Sonny Side of Chér, други студијски албум објављен је у фебруару 1996. године на винил и цд формату. Албум се нашао на првим местима листа у око 30 земаља. Уследили су албуми Chér (1996) и With Love, Chér (1997) који су били мање успешни на музичким листама.
Први компилацијски албум певачице под називом Cher's Golden Greats, објављен је 1968. био је комерцијално неуспешан, као и албум Backstage објављен исте године.
Године 1969. Шер је потписала уговор са издавачком кућом Atco Records и издавала два албума: 3614 Jackson Highway (1969) који је добио позитивне критике, а исте године и саундтрек албум Chastity, оба су добила већи број негативних критика и лоше прошла код публике.
Седми студијски албум Gypsys, Tramps & Thieves објављен је у септембру 1971. године. Албум је добио позитивне критике и добро прошао код публике, а нашао се на шестанестом месту листе Билборд 200 и добио златни сертификат од стране Америчког удружења дискографских кућа.
Осми студијски албум Foxy Lady, објављен је 10. јула 1972. године на винилу и касета, а касније и на цд формату. Албум није доживео значајан комерцијални успех. Шер је након тога објавила албуме Bittersweet White Light и Half-Breed 1973. године. Half-Breed добио је златни сертификат у Сједињеним Државама, а Шер је након тога потписала нови уговор о снимању за компанију Ворнер брос, за коју је издала албум Dark lady, објављен у мају 1974. године. У периоду од 1975—1977. године, објавила је албуме Stars, I'd Rather Believe in You, Cherished и Two the Hard Way, а они су имали негативне критике и доживели комерцијални неуспех. Године 1979. потписала је уговор са издавачком кућом Casablanca Records и објавила свој петнаести албум Take Me Home, који је добио златни сертификат у Сједињеним Државама. Наредни албум Prisoner, објављен је 22. октобра 1979. године и био је мање успешан од претходног албума певачице.
Почетком осмадесетих година Шер је формирала бенд под називом Black Rose, са којим је 1982. године објавила истоимени албум. Шер је након тога наставила соло каријеру и 28. маја 1982. године објавила албум I Paralyze, који је добио негативне критике и није доживео комерцијални успех.
Године 1987. Шер је потписала уговор са Geffen Records и објавила албум Heart of Stone, 19. јуна 1989. године. Албум се показао успешним, добро прошао на музичких листама, а додељен му је и платинумски сертификат од стране Америчког удружења дискографских кућа. Албум је ушао међу најбољих албума у Аустралији и био најпродаванији албум у то време.
 Двадесети студијски албум Love Hurts, објављен је 18. јуна 1991. године. Овај албум нашао се на првом месту у Великој Британији, као и на листама неколико европских земаља, док је у северној Америци био мање успешан. 
 Компилацијски албум Greatest Hits: 1965–1992 објављен је 9. новембра 1992. године и постао певачицин други узастопни албум који се нашао на првом месту листе у Уједињеном Краљевству и достигао до првих десет албума у многим земљама широм света.
Уговор са Ворнер брос компанијом, Шер је потписала 1995. године. Прво издање под окриљем тее компаније био је њен двадесет и први студијски албум It's a Man's World. Овај албум објављен је 6. новембра 1995. године на винилу, касета и цд формату, а био је мање успешан од претходних албума певачице. Године 1998. певачица је под окриљем Ворнер брос компаније издала албум Believe, 10. новембра 1998. године. Believe је био њен најпродаванији студијски албум, продат у око 20 милиона примерака широм света. Певачица је након тога 1999. године објавила компилацију The Greatest Hits, која је доспела на врхове листе ван Сједињених Држава. Уследили су албуми not.com.mercial (2000) и Living Proof (2001), који се нашао на деветом месту листе Билборд 200 и одликован златним сертификатом у Сједињеним Државама.
У априлу 2003. године Шер је облавила компилацијски албум The Very Best of Cher, који је постигао комерцијални успех и награђен двоструким платинумским сертификатом у Сједињеним Државама. Њен двадесет и пети студијски албум Closer to the Truth објављен је 24. септембра 2013. године и нашао се на трећем месту листе Билборд 200. Наредни, двадесет и шести студијски албум Dancing Queen, објављен је 28. септембра 2018. године и такође се нашао на трећем месту листе Билборд 200.
Шер је продала више од 100 милиона музичких записа широм света и једина је од музичарки са највећом продајом музичких нумера и албума на свету.

### Синглови
Током своје каријере, Шер је објавила оседесет званичних синглова, петнаест промотивних синглова, а гостовала је на једанаест песама. На америчкој листи Билборд хот 100 нашло се њених четири песама на првом месту, дванаест на Топ 10 листи, двадесет и два на Топ 40 листи. Шер је петар рангирана уметница по Билборд хот 100 листи, што је чини једном од ретких музичарки са толико добро ранигираним синговима.
Током шездесетих, седамдесетих, осамдесетих и деведесетих година, њене песме доспевале су на листу Билборд хот 100. Током каријере имала је петнаест хитова на првом месту листа и тридесети и три песме које су се нашле на свим Билборд листама. Шер је једина уметница која је током шест деценија имала неку песму на Билбод листама. У Великој Британији, она је једина уметница чије песме су се шест узастопних деценија пласирају на Топ 40 листу. Имала је укупно тридесет и четири песме на Топ 40 листи, почевши од All I Really Want to Do (1965), до песме I Hope You Find It (2013).

## Албуми

### Студијски албуми
| Назив                       | Детаљи | Позиције | Позиције | Позиције | Позиције | Позиције | Позиције | Позиције | Позиције | Позиције | Позиције | Позиције | Сертификати |
| Назив                       | Детаљи | САД      | АУС      | АУС 40   | КАН      | ДАН      | НЕМ      | НЗ       | ШПА      | ШВЕ      | ШВА      | УК       | Сертификати |
| --------------------------- | --- | -------- | -------- | -------- | -------- | -------- | -------- | -------- | -------- | -------- | -------- | -------- | --- |
| All I Really Want to Do     | - Датум објављивања: 16. октобар 1965. - Издавачка кућа: Imperial Records, Liberty Records - Формат: винил, ЦД                            | 16       | —        | —        | —        | —        | —        | —        | —        | —        | —        | 7        | |
| The Sonny Side of Chér      | - Датум објављивања: фебруар 1966. - Издавачка кућа: Imperial, Liberty - Формат: винил, ЦД                                                | 26       | —        | —        | —        | —        | —        | —        | —        | —        | —        | 11       | |
| Chér                        | - Датум објављивања: октобар 1966. - Издавачка кућа: Imperial, Liberty - Формат: винил, ЦД                                                | 59       | —        | —        | —        | —        | —        | —        | —        | —        | —        | —        | |
| With Love, Chér             | - Датум објављивања: новембар 1967. - Издавачка кућа: Imperial, Liberty - Формат: винил, ЦД                                               | 47       | —        | —        | —        | —        | —        | —        | —        | —        | —        | —        | |
| Backstage                   | - Датум објављивања: јул 1968. - Издавачка кућа: Imperial, Liberty - Формат: винил, ЦД                                                    | —        | —        | —        | —        | —        | —        | —        | —        | —        | —        | —        | |
| 3614 Jackson Highway        | - Датум објављивања: 20. јун 1969. - Издавачка кућа: Atco Records, Rhino Entertainment - Формат: винил, ЦД                                | 160      | —        | —        | —        | —        | —        | —        | —        | —        | —        | —        | |
| Gypsys, Tramps & Thieves[A] | - Датум објављивања: септембат 1971. - Издавачка кућа: Kapp Records, MCA Records, Universal Music Group - Формат: винил, ЦД, аудио касета | 16       | 43       | —        | 14       | —        | —        | —        | —        | —        | —        | —        | - САД: Златно[A] |
| Foxy Lady                   | - Датум објављивања: 10. јул 1972. - Издавачка кућа: Kapp, MCA - Формат: винил, ЦД, касета                                                | 43       | —        | —        | 39       | —        | —        | —        | —        | —        | —        | —        | |
| Bittersweet White Light     | - Датум објављивања: април 1973. - Издавачка кућа: MCA - Формат: винил, ЦД, касета                                                        | 140      | —        | —        | —        | —        | —        | —        | —        | —        | —        | —        | |
| Half-Breed                  | - Датум објављивања: септембар 1973. - Издавачка кућа: MCA - Формат: винил, ЦД, касета                                                    | 28       | 65       | —        | 21       | —        | —        | —        | —        | —        | —        | —        | - САД: Златно |
| Dark Lady                   | - Датум објављивања: мај 1974. - Издавачка кућа: MCA - Формат: винил, ЦД, касета                                                          | 69       | 86       | —        | 33       | —        | —        | —        | —        | —        | —        | —        | |
| Stars                       | - Датум објављивања: 19. април 1975. - Издавачка кућа: Варнер брос. рекордс - Формат: винил, касета                                       | 153      | 100      | —        | —        | —        | —        | —        | —        | —        | —        | —        | |
| I'd Rather Believe in You   | - Датум објављивања: октобар 1976. - Издавачка кућа: Ворнер брос - Формат: винил, касета                                                  | —        | —        | —        | —        | —        | —        | —        | —        | —        | —        | —        | |
| Cherished                   | - Датум објављивања: септембар 1977. - Издавачка кућа: Ворнер брос - Формат: винил, касета                                                | —        | —        | —        | —        | —        | —        | —        | —        | —        | —        | —        | |
| Take Me Home                | - Датум објављивања: 25. јануар 1979. - Издавачка кућа: Casablanca Records, Philips Records - Формат: винил, касета, ЦД                   | 25       | —        | —        | 24       | —        | —        | —        | —        | —        | —        | —        | - САД: Златно |
| Prisoner                    | - Датум објављивања: 22. децембар 1979. - Издавачка кућа: Casablanca - Формат: винил, касета, ЦД                                          | —        | —        | —        | —        | —        | —        | —        | —        | —        | —        | —        | |
| I Paralyze                  | - Датум објављивања: 28. мај 1982. - Издавачка кућа: Колумбија рекордс - Формат: винил, касета, ЦД                                        | —        | —        | —        | —        | —        | —        | —        | —        | —        | —        | —        | |
| Cher                        | - Датум објављивања: 10. новембар 1987. - Издавачка кућа: Geffen Records - Формат: винил, касета, ЦД                                      | 32       | 32       | —        | 39       | —        | —        | —        | —        | 44       | —        | 26       | - САД: Платина[B] - АУС: Златно[C] - УК: Златно |
| Heart of Stone              | - Датум објављивања: 19. јун 1989. - Издавачка кућа: Geffen - Формат: винил, касета, ЦД                                                   | 10       | 1        | 15       | 17       | —        | 19       | 7        | —        | 19       | —        | 7        | - САД: 3× Платина - АУС: 4× Платина[C] - КАН: 4× Платина - НЗ: Платина - ШВЕ: Златно - УК: Платина                                                                                                 |
| Love Hurts                  | - Датум објављивања: 18. јун 1991. - Издавачка кућа: Geffen - Формат: винил, касета, ЦД                                                   | 48       | 15       | 1        | 29       | 3        | 6        | 4        | —        | 4        | 3        | 1        | - САД: Златно - АУС: Платина[C] - АУС 40: Платина - КАН: Платина - НЕМ: Платина - НЗ: Платина - ШВЕ: Платина - ШВА: Платина - УК: 3× Платина                                                       |
| It's a Man's World          | - Датум објављивања: 6. новембар 1995. - Издавачка кућа: WEA, Reprise Records - Формат: винил, касета, ЦД                                 | 64       | —        | 8        | 46       | —        | 74       | —        | —        | 18       | —        | 10       | - УК: Златно |
| Believe                     | - Датум објављивања: 10. новембар 1998. - Издавачка кућа: WEA, Ворнер брос - Формат: винил, касета, ЦД, минидиск                          | 4        | 13       | 1        | 1        | 1        | 1        | 1        | 2        | 2        | 2        | 7        | - УК: 4× Платина - АУС: 2× Платина - АУС 40: Платина - КАН: 6× Платина - ДАН: 7× Платина - НЕМ: 2× Платина - НЗ: 2× Платина - ШПА: 4× Платина - ШВЕ: 3× Платина - ШВЕ: 2× Платина - УК: 2× Платина |
| not.com.mercial[D]          | - Датум објављивања: 8. новембар 2000. - Издавачка кућа: Artistdirect - Формат: дигитално преузимање, ЦД                                  | —        | —        | —        | —        | —        | —        | —        | —        | —        | —        | —        | |
| Living Proof                | - Датум објављивања: 19. новембар 2001. - Издавачка кућа: WEA, Ворнер брос - Формат: дигитално преузимање, ЦД, касета                     | 9        | 68       | 19       | 64       | 38       | 13       | 26       | 17       | 29       | 16       | 46       | - САД: Златно - ДАН: Златно - НЕМ: Златно - ШПА: Платина - ШВЕ: Златно - ШВА: Златно - УК: Златно                                                                                                  |
| Closer to the Truth         | - Датум објављивања: 24. септембар 2013. - Издавачка кућа: Ворнер брос - Формат: дигитално преузимање, ЦД, винил                          | 3        | 17       | 11       | 4        | 26       | 6        | —        | 32       | 45       | 11       | 4        | - КАН: Златно - УК: Сребрно |
| Dancing Queen               | - Датум објављивања: 28. септембар 2018. - Издавачка кућа: Ворнер брос - Формат: дигитално преузимање, ЦД, винил                          | 3        | 2        | 4        | 2        | —        | 5        | 2        | 2        | 7        | 6        | 2        | |

### Компилације
| Назив                                                                   | Година | Позиција | Позиција | Позиција | Позиција | Позиција | Позиција | Позиција | Позиција | Позиција | Позиција | Позиција | Сертификат |
| Назив                                                                   | Година | САД      | АУС      | АУС 40   | КАН      | ДАН      | НЕМ      | НЗ       | ШПА      | ШВЕ      | ШВА      | УК       | Сертификат |
| ----------------------------------------------------------------------- | --- | -------- | -------- | -------- | -------- | -------- | -------- | -------- | -------- | -------- | -------- | -------- | --- |
| Cher's Golden Greats                                                    | - Датум објављивања: 1968. - Издавачка кућа: Imperial, Liberty - Формат: винил                                                     | 195      | —        | —        | —        | —        | —        | —        | —        | —        | —        | —        | |
| Superpack Vol. 1                                                        | - Датум објављивања: 1972. - Издавачка кућа: United Artists Records - Формат: винил                                                | 92       | —        | —        | —        | —        | —        | —        | —        | —        | —        | —        | |
| Superpack Vol. 2                                                        | - Датум објављивања: 1972. - Издавачка кућа:: United Artists - Формат: винил                                                       | 95       | —        | —        | —        | —        | —        | —        | —        | —        | —        | —        | |
| Greatest Hits                                                           | - Датум објављивања: октобар 1974. - Издавачка кућа: MCA - Формат: винил, касета, ЦД                                               | 152      | 100      | —        | —        | —        | —        | —        | —        | —        | —        | —        | |
| Greatest Hits: 1965–1992[E]                                             | - Датум објављивања: 9. новембар 1992. - Издавачка кућа: Geffen - Формат: винил, ЦД                                                | —        | 48       | 6        | —        | 7        | 16       | 6        | 23       | 3        | 19       | 1        | - АУС 40: Златно - НЕМ: Златно - НЗ: 4× Платина - ШВЕ: Платина - ШВА: Златно - УК: 3× Платина                                                                      |
| If I Could Turn Back Time: Cher's Greatest Hits Cher's Greatest Hits[F] | - Датум објављивања: 9. март 1999. - Издавачка кућа: Geffen - Формат: винил, дигитално преузимање                                  | 57       | —        | —        | 40       | 2        | —        | —        | —        | —        | —        | —        | - САД: Златно |
| The Greatest Hits[G]                                                    | - Датум објављивања: 30. новембар 1999. - Издавачка кућа: WEA - Формат: винил, дигитално преузимање, ЦД                            | —        | 5        | 1        | 17       | 1        | 1        | 15       | 5        | 4        | 2        | 7        | - АУС: 3× Платина - АУС 40: Платина - КАН: Платина - ДАН: 5× Платина - НЕМ: Платина - НЗ: Платина - ШПА: Платина - ШВЕ: 2× Платина - ШВА: Платина - УК: 2× Платина |
| The Very Best of Cher                                                   | - Датум објављивања: 1. април 2003. - Издавачка кућа: Ворнер брос. / Warner Strategic Marketing - Формат: ЦД, дигитално преузимање | 4        | 12       | 17       | 18       | 10       | 31       | —        | —        | 2        | 10       | 17       | - САД: 2× Платина - АУС: 2× Платина - КАН: Платина - ДАН: Златно - ШВЕ: Платина - УК: Златно                                                                       |
| Gold                                                                    | - Датум објављивања: 1. март 2005. - Издавачка кућа: Geffen - Формат: ЦД, дигитално преузимање                                     | —        | —        | —        | —        | —        | —        | —        | —        | 34       | —        | —        | |

### Саундтрек албуми
| Назив                       | Детаљи | Позиција | Позиција | Позиција | Позиција | Позиција | Позиција | Позиција | Позиција | Позиција | Позиција | Позиција | Сертификат                                               |
| Назив                       | Детаљи | САД      | АУС      | АУС 40   | КАН      | ДАН      | НЕМ      | ХОЛ      | НОР      | НЗ       | ШВА      | УК [H]   | Сертификат                                               |
| --------------------------- | --- | -------- | -------- | -------- | -------- | -------- | -------- | -------- | -------- | -------- | -------- | -------- | -------------------------------------------------------- |
| Chastity                    | - Датум објављивања: 20. јун 1969. - Издавачка кућа: Atco - Формат: винил                                                | —        | —        | —        | —        | —        | —        | —        | —        | —        | —        | —        |                                                          |
| Mermaids                    | - Датум објављивања: 13. новембар 1990. - Издавачка кућа: Geffen - Формат: ЦД, винил                                     | 65       | 53       | 29       | 35       | —        | 55       | —        | 11       | —        | —        | 6        | - КАН: Златно - УК: Сребрно                              |
| Burlesque                   | - Датум објављивања: 19. новембар 2010. - Издавачка кућа: RCA Records - Формат: ЦД, дигитално преузимање                 | 18       | 2        | 5        | 16       | 38       | 12       | 78       | —        | 5        | 8        | 9        | - САД: Златно - АЗС: Платина - КАН: Златно - УК: Сребрно |
| Mamma Mia! Here We Go Again | - Датум објављивања: 13. јул 2018. - Издавачка кућа: Capitol Records, Polydor Records - Формат: ЦД, дигитално преузимање | 3        | 1        | 1        | 4        | 5        | 2        | 3        | 2        | 1        | 2        | 1        | - НЗ: Златно - УК: Платина                               |

### Уживо албуми
| Назив                      | Детаљи                                                                                                 | Позиција | Позиција | Позиција | Позиција | Позиција | Позиција | Позиција | Позиција | Позиција | Позиција | Позиција | Сертификат   |
| Назив                      | Детаљи                                                                                                 | САД      | АУС      | АУС 40   | БЕЛ      | ДАН      | ФРА      | НЕМ      | ХОЛ      | ШКО      | ШВА      | УК       | Сертификат   |
| -------------------------- | --- | -------- | -------- | -------- | -------- | -------- | -------- | -------- | -------- | -------- | -------- | -------- | ------------ |
| VH1 Divas 1999             | - Датум објављивања: 13. април 1999. - Издавачка кућа: VH1 - Формат: ЦД, касета                        | 90       | —        | 43       | —        | —        | 42       | 60       | 41       | —        | 14       | —        | - САД Златно |
| VH1 Divas Las Vegas        | - Датум објављивања: 22. октобар 2002. - Издавачка кућа: VH1 - Формат: ЦД                              | 104      | —        | 59       | 50       | —        | 115      | —        | 93       | —        | 37       | —        |              |
| Live! The Farewell Tour[I] | - Датум објављивања: 25. август 2003. - Издавачка кућа: Ворнер брос - Формат: ЦД, дигитално преузимање | 40       | 43       | 29       | 82       | —        | —        | 50       | —        | 89       | 69       | 79       |              |

### Видео албуми
| Назив                                            | Детаљи                                                                                                | Позиција | Позиција | Позиција | Позиција | Позиција | Позиција | Позиција | Позиција | Позиција | Позиција | Сертификат                                                                                     |
| Назив                                            | Детаљи                                                                                                | САД      | АУС      | АУС 40   | БЕЛ      | ДАН      | МАЂ      | ХОЛ      | НЗ       | ШВЕ      | УК       | Сертификат                                                                                     |
| ------------------------------------------------ | --- | -------- | -------- | -------- | -------- | -------- | -------- | -------- | -------- | -------- | -------- | ---------------------------------------------------------------------------------------------- |
| Cher Extravaganza: Live at the Mirage[J]         | - Датум објављивања: 1992/2005 - Издавачка кућа: Sony BMG, EV Classics - Formats: VHS, Laserdisc, DVD | 3        | 23       | —        | —        | —        | —        | —        | —        | 13       | 7        |                                                                                                |
| Cher - The Video Collection[K]                   | - Датум објављивања: 1993. - Издавачка кућа: Geffen Records - Формат: ВХС, ласердиск                  | —        | —        | —        | —        | —        | —        | —        | —        | —        | 33       |                                                                                                |
| Cher: Live at the MGM Grand in Las Vegas         | - Датум објављивања: 1999. - Издавачка кућа: HBO Home Video - Формат: ВХС, DVD                        | 6        | 7        | —        | —        | 2        | 20       | —        | —        | 2        | 3        | - АРГ: 2× Платина - АУС: 2× Платинаm[C] - БРА: Платина - УК: Платина                           |
| Cher: The Farewell Tour Live in Miami            | - Датум објављивања: 2003. - Издавачка кућа: Image Entertainment - Формат: ВХС, DVD                   | 1        | 1        | 8        | 7        | 5        | 7        | 18       | 2        | 2        | 1        | - САД: 3× Платина - АУС: 8× Платина[C] - НЕМ: Златно - НЗ: Платина - ШВЕ: Златно - УК: Платина |
| The Very Best of Cher: The Video Hits Collection | - Датум објављивања: 2004. - Издавачка кућа: Warner Music Vision - Формат: ВХС, DVD                   | 3        | 4        | —        | —        | —        | —        | 18       | —        | 10       | 3        | - САД: Платина - АУС: Платина[C]                                                               |

### Остали албуми
| Назив                                | Детаљи                                                                                         |
| ------------------------------------ | ---------------------------------------------------------------------------------------------- |
| Two the Hard Way (са Грегом Олманом) | - Датум објављивања: новембар 1977. - Издавачка кућа: Ворнер брос - Формат: ВХС, DVD           |
| Black Rose[L]                        | - Датум објављивања: 21. август 1980. - Издавачка кућа: Casablanca - Формат: винил, касета, ЦД |

## Синглови

### 1960—1969
| Година | Сингл                                | Позиција | Позиција | Позиција | Позиција | Позиција | Позиција | Позиција | Позиција | Позиција | Позиција | Позиција | Сертификат | Албум                    |
| Година | Сингл                                | САД      | САД AC   | САД денс | АУС      | АУС 40   | КАН      | НЕМ      | ИР       | ХОЛ      | ШВЕ      | УК       | Сертификат | Албум                    |
| ------ | ------------------------------------ | -------- | -------- | -------- | -------- | -------- | -------- | -------- | -------- | -------- | -------- | -------- | ---------- | ------------------------ |
| 1965   | "All I Really Want to Do"            | 15       | —        | —        | 68       | —        | 11       | —        | —        | 15       | 13       | 9        |            | All I Really Want to Do  |
| 1965   | "Where Do You Go"                    | 25       | —        | —        | 95       | —        | 5        | —        | —        | —        | —        | —        |            | The Sonny Side of Chér   |
| 1966   | "Bang Bang (My Baby Shot Me Down)"   | 2        | —        | —        | 11       | 6        | 4        | 17       | 3        | 16       | —        | 3        |            | The Sonny Side of Chér   |
| 1966   | "Alfie"                              | 32       | —        | —        | 96       | —        | 36       | —        | —        | —        | —        | —        |            | Chér                     |
| 1966   | "I Feel Something in the Air"        | —        | —        | —        | —        | —        | 89       | —        | —        | —        | —        | 43       |            | Chér                     |
| 1966   | "Sunny"                              | —        | —        | —        | —        | —        | —        | —        | —        | 2        | 4        | 32       |            | Chér                     |
| 1966   | "Behind the Door"                    | 97       | —        | —        | —        | —        | 74       | —        | —        | —        | —        | —        |            | With Love, Chér          |
| 1966   | "Mama (When My Dollies Have Babies)" | —[A]     | —        | —        | —        | —        | 45       | —        | —        | —        | —        | —        |            | With Love, Chér          |
| 1967   | "Hey Joe"                            | 94       | —        | —        | —        | —        | —        | —        | —        | —        | —        | —        |            | With Love, Chér          |
| 1967   | "You Better Sit Down Kids"           | 9        | —        | —        | 100      | —        | 12       | —        | —        | —        | —        | —        |            | With Love, Chér          |
| 1968   | "The Click Song Number One"          | —        | —        | —        | —        | —        | —        | —        | —        | —        | —        | —        |            | Backstage                |
| 1968   | "Take Me for a Little While"         | —        | —        | —        | —        | —        | —        | —        | —        | —        | —        | —        |            | Backstage                |
| 1968   | "Yours Until Tomorrow"               | —        | —        | —        | —        | —        | —        | —        | —        | —        | —        | —        |            | Није ни на једном албуму |
| 1969   | "For What It's Worth"                | —[B]     | —        | —        | —        | —        | 88       | —        | —        | —        | —        | —        |            | 3614 Jackson Highway     |
| 1969   | "Chastity's Song (Band of Thieves)"  | —        | —        | —        | —        | —        | —        | —        | —        | —        | —        | —        |            | Chastity                 |

### 1970—1979
| Година | Сингл                                     | Позиција | Позиција | Позиција | Позиција | Позиција | Позиција | Позиција | Позиција | Позиција | Позиција | Позиција | Сертификат    | Албум                     |
| Година | Сингл                                     | САД      | САД AC   | САД денс | АУС      | АУС 40   | КАН      | НЕМ      | ИР       | ХОЛ      | ШВЕ      | УК       | Сертификат    | Албум                     |
| ------ | ----------------------------------------- | -------- | -------- | -------- | -------- | -------- | -------- | -------- | -------- | -------- | -------- | -------- | ------------- | ------------------------- |
| 1971   | "Gypsys, Tramps & Thieves"                | 1        | 6        | —        | 5        | —        | 1        | 25       | 3        | 23       | —        | 4        | - САД: Златно | Gypsys, Tramps & Thieves  |
| 1972   | "The Way of Love"                         | 7        | 2        | —        | 42       | —        | 6        | —        | —        | —        | —        | —        |               | Gypsys, Tramps & Thieves  |
| 1972   | "Living in a House Divided"               | 22       | 2        | —        | 61       | —        | 17       | —        | —        | —        | —        | —        |               | Foxy Lady                 |
| 1972   | "Don't Hide Your Love"                    | 46       | 19       | —        | —        | —        | 44       | —        | —        | —        | —        | —        |               | Foxy Lady                 |
| 1973   | "Am I Blue?"                              | —[C]     | —        | —        | —        | —        | —        | —        | —        | —        | —        | —        |               | Bittersweet White Light   |
| 1973   | "Half-Breed"                              | 1        | 3        | —        | 4        | —        | 1        | 29       | —        | —        | 6        | —        | - САД: Златно | Half-Breed                |
| 1974   | "Dark Lady"                               | 1        | 3        | —        | 17       | —        | 2        | —        | —        | 15       | 4        | 36       | - САД: Златно | Dark Lady                 |
| 1974   | "Train of Thought"                        | 27       | 9        | —        | 84       | —        | 18       | —        | —        | —        | —        | —        |               | Dark Lady                 |
| 1974   | "I Saw a Man and He Danced with His Wife" | 42       | 3        | —        | —        | —        | 31       | —        | —        | —        | —        | —        |               | Dark Lady                 |
| 1974   | "Rescue Me"                               | —        | —        | —        | —        | —        | 82       | —        | —        | —        | —        | —        |               | Dark Lady                 |
| 1975   | "Geronimo's Cadillac"                     | —        | —        | —        | —        | —        | —        | —        | —        | —        | —        | —        |               | Stars                     |
| 1976   | "Long Distance Love Affair"               | —        | —        | —        | —        | —        | —        | —        | —        | —        | —        | —        |               | I'd Rather Believe In You |
| 1977   | "Pirate"                                  | 93       | —        | —        | —        | —        | —        | —        | —        | —        | —        | —        |               | Cherished                 |
| 1977   | "War Paint and Soft Feathers"             | —        | —        | —        | —        | —        | —        | —        | —        | —        | —        | —        |               | Cherished                 |
| 1979   | "Take Me Home"                            | 8        | 19       | 2        | —        | —        | 10       | —        | —        | —        | —        | —        | - САД: Златно | Take Me Home              |
| 1979   | "Wasn't It Good"                          | 49       | —        | —        | —        | —        | 65       | —        | —        | —        | —        | —        |               | Take Me Home              |
| 1979   | "It's Too Late to Love Me Now"            | —        | —        | —        | —        | —        | —        | —        | —        | —        | —        | —        |               | Take Me Home              |
| 1979   | "Hell on Wheels"                          | 59       | —        | —        | —        | —        | —        | —        | —        | —        | —        | —        |               | Prisoner                  |

### 1980—1989
| Година | Сингл                                   | Позиција | Позиција | Позиција | Позиција | Позиција | Позиција | Позиција | Позиција | Позиција | Позиција | Позиција | Сертификат                                    | Албум          |
| Година | Сингл                                   | САД      | САД AC   | САД денс | АУС      | АУС 40   | КАН      | НЕМ      | ИР       | ХОЛ      | ШВЕ      | УК       | Сертификат                                    | Албум          |
| ------ | --------------------------------------- | -------- | -------- | -------- | -------- | -------- | -------- | -------- | -------- | -------- | -------- | -------- | --------------------------------------------- | -------------- |
| 1981   | "Dead Ringer for Love" (Мит Лоуф и Шер) | —        | —        | —        | 65       | —        | —        | —        | 2        | 32       | 16       | 5        | - УК: Сребрно                                 | Dead Ringer    |
| 1982   | "I Paralyze"                            | —        | —        | —        | —        | —        | —        | —        | —        | —        | —        | —        |                                               | I Paralyze     |
| 1987   | "I Found Someone"                       | 10       | 33       | —        | 8        | —        | 12       | —        | 4        | 94       | —        | 5        |                                               | Cher           |
| 1988   | "We All Sleep Alone"                    | 14       | 11       | —        | 76       | —        | 27       | —        | —        | —        | —        | 47       |                                               | Cher           |
| 1988   | "Skin Deep"                             | 79       | —        | 41       | —        | —        | —        | —        | —        | —        | —        | —        |                                               | Cher           |
| 1989   | "After All"                             | 6        | 1        | —        | 50       | —        | 5        | —        | 24       | —        | —        | 84       | - САД: Златно                                 | Heart of Stone |
| 1989   | "If I Could Turn Back Time"             | 3        | 1        | —        | 1        | 14       | 2        | 16       | 6        | 4        | 11       | 6        | - САД: Златно - АУС: 2× Платина - УК: Сребрно | Heart of Stone |
| 1989   | "Just Like Jesse James"                 | 8        | 9        | —        | 14       | —        | 8        | 38       | 10       | —        | —        | 11       | - АУС: Златно                                 | Heart of Stone |

### 1990—1999
| Година | Сингл                                                                   | Позиција | Позиција | Позиција | Позиција | Позиција | Позиција | Позиција | Позиција | Позиција | Позиција | Позиција | Сертификат | Албум                               |
| Година | Сингл                                                                   | САД      | САД AC   | САД денс | АУС      | АУС 40   | КАН      | НЕМ      | ИР       | [ХОЛ     | ШВА      | УК       | Сертификат | Албум                               |
| ------ | ----------------------------------------------------------------------- | -------- | -------- | -------- | -------- | -------- | -------- | -------- | -------- | -------- | -------- | -------- | --- | ----------------------------------- |
| 1990   | "Heart of Stone"                                                        | 20       | 30       | —        | 70       | —        | 26       | —        | 24       | —        | —        | 43       | | Heart of Stone                      |
| 1990   | "You Wouldn't Know Love"                                                | —        | —        | —        | 153      | —        | —        | —        | 29       | —        | —        | 55       | | Heart of Stone                      |
| 1990   | "Baby I'm Yours"                                                        | —        | —        | —        | —        | —        | —        | —        | —        | —        | —        | 89       | | Mermaids                            |
| 1990   | "The Shoop Shoop Song (It's in His Kiss)"                               | 33       | 7        | —        | 4        | 1        | 21       | 3        | 1        | 5        | 4        | 1        | - АУС: Платина - АУС 40: Златно - НЕМ: Златно - УК: Златно                                                         | Mermaids                            |
| 1991   | "Love and Understanding"                                                | 17       | 3        | —        | 23       | 6        | 11       | 20       | 7        | 9        | —        | 10       | | Love Hurts                          |
| 1991   | "Save Up All Your Tears"                                                | 37       | 16       | —        | —        | 18       | 32       | 56       | 30       | —        | —        | 37       | | Love Hurts                          |
| 1991   | "Love Hurts"                                                            | —        | —        | —        | —        | —        | —        | —        | —        | —        | —        | 43       | | Love Hurts                          |
| 1992   | "Could've Been You"                                                     | —        | —        | —        | —        | —        | —        | 75       | —        | —        | —        | 31       | | Love Hurts                          |
| 1992   | "When Lovers Become Strangers"                                          | —        | 15       | —        | —        | —        | 37       | —        | —        | —        | —        | —        | | Love Hurts                          |
| 1992   | "Oh No Not My Baby"                                                     | —        | —        | —        | —        | 30       | —        | 52       | —        | —        | 19       | 33       | | Greatest Hits: 1965–1992            |
| 1992   | "Whenever You're Near"                                                  | —        | —        | —        | —        | —        | —        | —        | —        | —        | —        | 72       | | Greatest Hits: 1965–1992            |
| 1993   | "Many Rivers to Cross"                                                  | —        | —        | —        | —        | —        | —        | —        | —        | —        | —        | 37       | | Greatest Hits: 1965–1992            |
| 1993   | "I Got You Babe"                                                        | —[D]     | —        | —        | 69       | —        | —        | —        | —        | 9        | —        | 35       | | The Beavis and Butt-head Experience |
| 1995   | "Love Can Build a Bridge" (Chrissie Hynde, Neneh Cherry и Ерик Клептон) | —        | —        | —        | —        | 18       | —        | 62       | 5        | 41       | 21       | 1        | - УК: Сребрно | Није ни на једном албуму            |
| 1995   | "Walking in Memphis"                                                    | —        | —        | —        | 65       | 17       | 60       | 63       | —        | 44       | —        | 11       | | It's a Man's World                  |
| 1996   | "One by One"                                                            | 52       | 9        | 7        | —        | —        | 22       | —        | 7        | —        | —        | 7        | | It's a Man's World                  |
| 1996   | "Not Enough Love in the World"                                          | —        | —        | —        | —        | —        | —        | —        | —        | —        | —        | 31       | | It's a Man's World                  |
| 1996   | "The Sun Ain't Gonna Shine Anymore"                                     | —        | —        | —        | —        | —        | —        | —        | —        | —        | —        | 26       | | It's a Man's World                  |
| 1996   | "Paradise Is Here"                                                      | —        | —        | 11       | —        | —        | —        | —        | —        | —        | —        | —        | | It's a Man's World                  |
| 1998   | "Believe"                                                               | 1        | 3        | 1        | 1        | 2        | 1        | 1        | 1        | 1        | 1        | 1        | - САД: Платина - АУС: 3× Платина - АУС 40: Платина - НЕМ: 5× Златно - ХОЛ: Платина - ШВА: Платина - УК: 3× Платина | Believe                             |
| 1999   | "Strong Enough"                                                         | 57       | 29       | 1        | 11       | 4        | 16       | 3        | 11       | 11       | 5        | 5        | - АУС: Златно - НЕМ: Златно - УК: Сребрно                                                                          | Believe                             |
| 1999   | "All or Nothing"                                                        | —        | —        | 1        | 62       | 38       | —        | 44       | 26       | 61       | 30       | 12       | | Believe                             |
| 1999   | "Dov'è l'amore"                                                         | —        | —        | 5        | 49       | 38       | —        | 31       | —        | 53       | 18       | 21       | | Believe                             |

### 2000—2009
| Година | Сингл                                                     | Позиција | Позиција | Позиција | Позиција | Позиција | Позиција | Позиција | Позиција | Позиција | Позиција | Позиција | Сертификат | Албум                                                   |
| Година | Сингл                                                     | САД      | САД AC   | САД денс | АУС      | АУС 40   | КАН      | НЕМ      | ИР       | ХОЛ      | ШВА      | УК       | Сертификат | Албум                                                   |
| ------ | --------------------------------------------------------- | -------- | -------- | -------- | -------- | -------- | -------- | -------- | -------- | -------- | -------- | -------- | ---------- | ------------------------------------------------------- |
| 2001   | "Più Che Puoi" (са Еросом Рамацотијем)                    | —        | —        | —        | —        | —        | —        | 61       | —        | 43       | 17       | —        |            | Stilelibero                                             |
| 2001   | "The Music's No Good Without You"                         | —        | —        | 19       | 23       | 24       | 5        | 27       | 25       | 21       | 22       | 8        |            | Living Proof                                            |
| 2002   | "Alive Again"                                             | —        | —        | —        | —        | —        | —        | 27       | —        | —        | 80       | —        |            | Living Proof                                            |
| 2002   | "Song for the Lonely"                                     | 85       | 11       | 1        | —        | —        | 18       | —        | —        | —        | —        | —        |            | Living Proof                                            |
| 2002   | "A Different Kind of Love Song"                           | —        | 30       | 1        | —        | —        | —        | —        | —        | —        | —        | —        |            | Living Proof                                            |
| 2003   | "When the Money's Gone" / "Love One Another"              | —        | —        | 1        | —        | —        | —        | —        | —        | —        | —        | —        |            | Living Proof                                            |
| 2003   | "Bewitched, Bothered and Bewildered" (са Родом Стјуартом) | —        | 17       | —        | —        | —        | —        | —        | —        | —        | —        | —        |            | As Time Goes By: The Great American Songbook, Volume II |

### 2010—
| Година | Сингл                                         | Позиција | Позиција | Позиција | Позиција | Позиција | Позиција | Позиција | Позиција | Позиција | Позиција | Позиција | Сертификат | Албум                       |
| Година | Сингл                                         | САД      | САД AC   | САД денс | АУС      | АУС 40   | КАН      | НЕМ      | ИР       | ХОЛ      | ШВА      | УК       | Сертификат | Албум                       |
| ------ | --------------------------------------------- | -------- | -------- | -------- | -------- | -------- | -------- | -------- | -------- | -------- | -------- | -------- | ---------- | --------------------------- |
| 2010   | "You Haven't Seen the Last of Me"             | —        | —        | 1        | 91       | —        | —        | —        | —        | —        | —        | —        |            | Burlesque                   |
| 2013   | "Woman's World"                               | —[E]     | 28       | 1        | 77       | 60       | —        | 66       | —        | —        | 26       | 129      |            | Closer to the Truth         |
| 2013   | "I Hope You Find It"                          | —        | 17       | —        | —        | 43       | —        | 49       | 39       | —        | 26       | 25       |            | Closer to the Truth         |
| 2013   | "Take It Like a Man"                          | —        | —        | 2        | —        | —        | —        | —        | —        | —        | —        | —        |            | Closer to the Truth         |
| 2014   | "I Walk Alone"                                | —        | —        | 2        | —        | —        | —        | —        | —        | —        | —        | —        |            | Closer to the Truth         |
| 2018   | "Fernando" (Енди Гарсија и Шер)               | —        | 22       | —        | —        | —        | —        | —        | —        | —        | —        | 92       |            | Mamma Mia! Here We Go Again |
| 2018   | "Gimme! Gimme! Gimme! (A Man After Midnight)" | —        | —        | 4        | —[F]     | —        | —        | —        | —        | —        | —        | —[G]     |            | Dancing Queen               |
| 2018   | "SOS"                                         | —        | —        | —        | —        | —        | —        | —        | —        | —        | —        | —[H]     |            | Dancing Queen               |
| 2018   | "One of Us"                                   | —        | —        | —        | —        | —        | —        | —        | —        | —        | —        | —        |            | Dancing Queen               |

## Промотивни синглови
| Година | Песма                                                 | Напомена |
| ------ | ----------------------------------------------------- | --- |
| 1964   | "Ringo, I Love You"                                   | - Прва песма који је Шер снимила као солисткиња. Објавила ју је као промотивни сингл под псеудонимом Bonnie Jo Mason.                                                                         |
| 1964   | "Dream Baby"                                          | - Песма All I Really Want to Do са деби албума Шер. Песма је коришћена као промо сингл и објављен под именом Cherylin.                                                                        |
| 1967   | "Ma Piano (Per Non Svegliarmi)"                       | - Non-album Italian-language single. |
| 1970   | "Superstar"                                           | - Последња песма коју је Шер снимила за Atco Records била је "Superstar".Песма је издата као промотивни сингл                                                                                 |
| 1970   | "(Just Enough to Keep Me) Hangin' On"                 | - Друга верзија песме издана је као промотивни сингл |
| 1971   | "Don't Put It on Me"                                  | - Б-страна синглова "The Way of Love". "Don't Put It On Me" пуштене су на радио станици у северној Америци. У Великој Британији објављене су 7. априла 1971. године, као промотивни синглови. |
| 1974   | "Carousel Man"                                        | - "Carousel Man" је амерички промо сингл са компилације MCA Greatest Hits 1974, а нашла се и на албуму Half Breed из 1973. године. Издата је као сингл на Билборд листи.                      |
| 1974   | "A Woman's Story"                                     | - "A Woman's Story" је промо сингл који је продуцирао Phil Spector. Издата је 1975. године као сингл, а на листи канадских синглова нашла се на 88. месту.                                    |
| 1979   | "Holdin' Out for Love"                                | - Са студијског албума Prisoner, "Holdin' Out for Love" објављен је као промотивни сингл у северној Америци, Великој Британији и Јапану.                                                      |
| 1980   | "Bad Love"                                            | - Ова песма коришћена је као санудтрек за филм Лисице. Нашла се на 30. месту листе САД денс 1980. године.                                                                                     |
| 1982   | "Rudy"                                                | - Ова песма нашла се на албуму I Paralyze и изашла као промо сингл 1982. |
| 1988   | "Bang Bang (My Baby Shot Me Down)"                    | - Рок везија песме Cher изашла је као промо сингл 1988. године у Европи |
| 1988   | "Main Man"                                            | - Песма је првобитно пуштена као пети сингл са албума Cher. У Канади је песма објављена као седми сингл албума.,                                                                              |
| 1999   | "The Star Spangled Banner" (уживо)                    | - Песма је објављена на промотивну ЦДу у северној Америци. The song was released as a one-track CD promo in North America.                                                                    |
| 2000   | "If I Could Turn Back Time" (Almighty Definitive Mix) | - Песма са студијског албума Heart of Stone. Песма је касније ремиксована за UK 12" Vinyl Promo Almighty v Cher, издата од стране издавачких кућа Eternal/Warner Music Group.                 |
| 2003   | "Human"                                               | - Снимана за филм Заувек заједно, у коме је Шер глумила. Главни запис никада није пуштен осим на немачком промотивном ЦДу "Unzertrennlich".                                                   |
| 2013   | "Sirens"                                              | - Са студијског албума Closer to the Truth. Песма је објављена и на компилацији "Songs for the Philippines". Промотивни сингл "Sirens" објављен је са две нумере, албумског и радио верзијом  |
| 2017   | "Ooga Boo"                                            | - Песма се појавила у епизоди серије Home: Adventures with Tip & Oh у којој Шер глуми рок диву под називом "Chercophonie".                                                                    |

## Остали пројекти
| Година | Песма                                               | Напомена |
| ------ | --------------------------------------------------- | --- |
| 1975   | "A Love Like Yours (Don't Come Knocking Every Day)" | - Дует Харија Нилсона и Шер нашао се на албуму "All Meat".                                                       |
| 1978   | "Living in Sin"                                     | - Песма се нашла на албуму Џина Симонса. Шер се појавила на једном стиху и вокалима.                             |
| 1990   | "Trail of Broken Hearts"                            | - Појавила се на саундтрек албумуDays of Thunder, а касније као Б-страна сингла Love and Understanding"          |
| 1992   | "Just Begin Again"                                  | - Дует са Spinal Tap, појавило се на албуму Break Like The Wind.                                                 |
| 1994   | "It Ain't Necessarily So"                           | - Појавила се на албуму The Glory of Gershwi].                                                                   |
| 1996   | "A Dream Is a Wish Your Heart Makes"                | - Појавила се на компилацији For Our Children Too!: To Benefit Pediatric AIDS Foundation.                        |
| 1999   | "Don't Come Cryin' to Me"                           | - Оригинално снимљена за албум Heart of Stone, али изашла за Cher's Greatest Hits.                               |
| 1999   | "Crimson and Clover"                                | - Дует са њеним другим сином Елајџом Блу Олманом, појавио се као сандтрек 1999. године на филму Шетња по Месецу. |
| 1999   | "Proud Mary" (live)                                 | - Колаборација уживо са Тином Тарнер и Елтоном Џоном за Divas Live '99.                                          |
| 1999   | "If I Could Turn Back Time" (live)                  | - Уживо изведена за Divas Live '99, такође се појавила на албуму                                                 |
| 1999   | "Christmas (Baby Please Come Home)"                 | - Дует са Роузи Одонел, појавила се на албуму A Rosie Christmas.                                                 |
| 1999   | "Smoke Gets in Your Eyes"                           | - Песма је објављена у филму Чај са Мусолинијем, никад аније објављена.                                          |
| 2000   | "Tell Me (You're Coming Back)"                      | - Изведена од стране рок бенда Majic Ship fза албум Songwaves Project, Шер се појавила на вокалима.              |
| 2002   | "Believe" (live)                                    | - Уживо изведена песма за пројекат Divas Las Vegas, појавила се и на албуму.                                     |
| 2002   | "Song for the Lonely" (live)                        | - Уживо изведена за пројекат Divas Las Vegas, појавила се и на албуму                                            |
| 2002   | "Heartbreak Hotel" (live)                           | - Песма за музички пројекат Divas Las Vegas.                                                                     |
| 2011   | "More Than a Feeling"                               | - Песма се појавила у филму, Чувар зоолошког врта                                                                |
| 2012   | "Silver Wings"                                      | - Дует Шер и њене унуке Џеси Џо Старк                                                                            |
| 2013   | "I'm Just Your Yesterday"                           | - Дует Шер и њене мајке Грузијски Холт, који се појавио на албуму Холтове Honky Tonk Woman.                      |
| 2017   | "Prayers for This World"                            | - Песма за документарни филм Cries from Syria.                                                                   |
| 2017   | "You Do You Boov"                                   | - Песма се појавила у серији Home: Adventures with Tip & Oh                                                      |
| 2017   | "Walls"                                             | - Песма Шер снимљена за Free the Wild фондацију                                                                  |
| 2018   | "Super Trouper"                                     | - Песма се појавила на албуму Mamma Mia! Here We Go Again                                                        |